# Umabari
Umabari (jap. 馬針 końska igła) – japoński nóż o obustronnie zaostrzonej głowni (dł. ok. 15 cm, szer. ok. 9 mm)

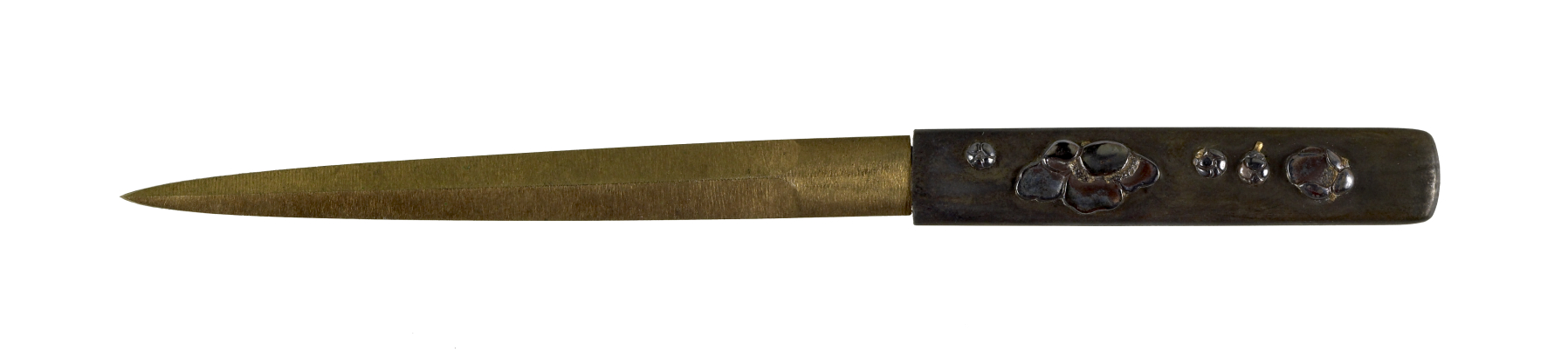
Umabari z XIX wieku, okres Edo

Używany przez jeźdźców do puszczania krwi z żył na nogach wyczerpanych biegiem koni
Umabari był noszony przeważnie w schowku na pochwie nihon-tō. Służył także pomocniczo do walki i obrony oraz naprawy uzbrojenia.